# Llista d'asteroides/164701-164800
| Nom      | Designació provisional | Data de descobriment   | Lloc de descobriment | Descobridor/s                    |
| -------- | ---------------------- | ---------------------- | -------------------- | -------------------------------- |
| 164701 - | 1998 AX9               | 7 de gener de 1998     | Anderson Mesa        | M. W. Buie                       |
| 164702 - | 1998 BH6               | 22 de gener de 1998    | Kitt Peak            | Spacewatch                       |
| 164703 - | 1998 BN20              | 22 de gener de 1998    | Kitt Peak            | Spacewatch                       |
| 164704 - | 1998 BF31              | 26 de gener de 1998    | Kitt Peak            | Spacewatch                       |
| 164705 - | 1998 DE2               | 17 de febrer de 1998   | Kitt Peak            | Spacewatch                       |
| 164706 - | 1998 DJ19              | 24 de febrer de 1998   | Kitt Peak            | Spacewatch                       |
| 164707 - | 1998 DE27              | 26 de febrer de 1998   | Kitt Peak            | Spacewatch                       |
| 164708 - | 1998 FX7               | 20 de març de 1998     | Kitt Peak            | Spacewatch                       |
| 164709 - | 1998 FC10              | 24 de març de 1998     | Caussols             | ODAS                             |
| 164710 - | 1998 FW24              | 20 de març de 1998     | Socorro              | LINEAR                           |
| 164711 - | 1998 FD42              | 20 de març de 1998     | Socorro              | LINEAR                           |
| 164712 - | 1998 FM58              | 20 de març de 1998     | Socorro              | LINEAR                           |
| 164713 - | 1998 FK61              | 20 de març de 1998     | Socorro              | LINEAR                           |
| 164714 - | 1998 FN91              | 24 de març de 1998     | Socorro              | LINEAR                           |
| 164715 - | 1998 FZ139             | 28 de març de 1998     | Socorro              | LINEAR                           |
| 164716 - | 1998 GH                | 2 d'abril de 1998      | Socorro              | LINEAR                           |
| 164717 - | 1998 GN1               | 6 d'abril de 1998      | Kleť                 | Kleť                             |
| 164718 - | 1998 HM4               | 21 d'abril de 1998     | Socorro              | LINEAR                           |
| 164719 - | 1998 HZ6               | 21 d'abril de 1998     | Socorro              | LINEAR                           |
| 164720 - | 1998 KT24              | 22 de maig de 1998     | Socorro              | LINEAR                           |
| 164721 - | 1998 QO24              | 17 d'agost de 1998     | Socorro              | LINEAR                           |
| 164722 - | 1998 QN68              | 24 d'agost de 1998     | Socorro              | LINEAR                           |
| 164723 - | 1998 QW71              | 24 d'agost de 1998     | Socorro              | LINEAR                           |
| 164724 - | 1998 QM78              | 24 d'agost de 1998     | Socorro              | LINEAR                           |
| 164725 - | 1998 QF98              | 28 d'agost de 1998     | Socorro              | LINEAR                           |
| 164726 - | 1998 QE107             | 19 d'agost de 1998     | Xinglong             | BAO Schmidt CCD Asteroid Program |
| 164727 - | 1998 RH5               | 15 de setembre de 1998 | Caussols             | ODAS                             |
| 164728 - | 1998 RH12              | 14 de setembre de 1998 | Kitt Peak            | Spacewatch                       |
| 164729 - | 1998 RT49              | 14 de setembre de 1998 | Socorro              | LINEAR                           |
| 164730 - | 1998 RA55              | 14 de setembre de 1998 | Socorro              | LINEAR                           |
| 164731 - | 1998 RK64              | 14 de setembre de 1998 | Socorro              | LINEAR                           |
| 164732 - | 1998 RE69              | 14 de setembre de 1998 | Socorro              | LINEAR                           |
| 164733 - | 1998 RE70              | 14 de setembre de 1998 | Socorro              | LINEAR                           |
| 164734 - | 1998 SE21              | 21 de setembre de 1998 | Kitt Peak            | Spacewatch                       |
| 164735 - | 1998 SY24              | 18 de setembre de 1998 | Anderson Mesa        | LONEOS                           |
| 164736 - | 1998 SJ40              | 24 de setembre de 1998 | Kitt Peak            | Spacewatch                       |
| 164737 - | 1998 ST47              | 26 de setembre de 1998 | Kitt Peak            | Spacewatch                       |
| 164738 - | 1998 SP84              | 26 de setembre de 1998 | Socorro              | LINEAR                           |
| 164739 - | 1998 SF103             | 26 de setembre de 1998 | Socorro              | LINEAR                           |
| 164740 - | 1998 SJ106             | 26 de setembre de 1998 | Socorro              | LINEAR                           |
| 164741 - | 1998 SH113             | 26 de setembre de 1998 | Socorro              | LINEAR                           |
| 164742 - | 1998 SS138             | 26 de setembre de 1998 | Socorro              | LINEAR                           |
| 164743 - | 1998 SD156             | 26 de setembre de 1998 | Socorro              | LINEAR                           |
| 164744 - | 1998 SN162             | 26 de setembre de 1998 | Socorro              | LINEAR                           |
| 164745 - | 1998 TU8               | 12 d'octubre de 1998   | Kitt Peak            | Spacewatch                       |
| 164746 - | 1998 TF11              | 13 d'octubre de 1998   | Kitt Peak            | Spacewatch                       |
| 164747 - | 1998 TP20              | 13 d'octubre de 1998   | Kitt Peak            | Spacewatch                       |
| 164748 - | 1998 TC22              | 13 d'octubre de 1998   | Kitt Peak            | Spacewatch                       |
| 164749 - | 1998 TP22              | 13 d'octubre de 1998   | Kitt Peak            | Spacewatch                       |
| 164750 - | 1998 TW29              | 14 d'octubre de 1998   | Xinglong             | BAO Schmidt CCD Asteroid Program |
| 164751 - | 1998 UW3               | 20 d'octubre de 1998   | Caussols             | ODAS                             |
| 164752 - | 1998 UR17              | 18 d'octubre de 1998   | Xinglong             | BAO Schmidt CCD Asteroid Program |
| 164753 - | 1998 UJ41              | 28 d'octubre de 1998   | Socorro              | LINEAR                           |
| 164754 - | 1998 VQ10              | 10 de novembre de 1998 | Socorro              | LINEAR                           |
| 164755 - | 1998 VK27              | 10 de novembre de 1998 | Socorro              | LINEAR                           |
| 164756 - | 1998 VR35              | 9 de novembre de 1998  | Xinglong             | BAO Schmidt CCD Asteroid Program |
| 164757 - | 1998 VY35              | 12 de novembre de 1998 | Xinglong             | BAO Schmidt CCD Asteroid Program |
| 164758 - | 1998 VN37              | 10 de novembre de 1998 | Socorro              | LINEAR                           |
| 164759 - | 1998 VR56              | 11 de novembre de 1998 | Anderson Mesa        | LONEOS                           |
| 164760 - | 1998 WX2               | 17 de novembre de 1998 | Caussols             | ODAS                             |
| 164761 - | 1998 WU6               | 24 de novembre de 1998 | Baton Rouge          | W. R. Cooney Jr., P. M. Motl     |
| 164762 - | 1998 WX27              | 18 de novembre de 1998 | Kitt Peak            | Spacewatch                       |
| 164763 - | 1998 WH29              | 23 de novembre de 1998 | Kitt Peak            | Spacewatch                       |
| 164764 - | 1998 XK1               | 7 de desembre de 1998  | Caussols             | ODAS                             |
| 164765 - | 1998 XM1               | 7 de desembre de 1998  | Caussols             | ODAS                             |
| 164766 - | 1998 XQ13              | 15 de desembre de 1998 | Caussols             | ODAS                             |
| 164767 - | 1998 YK4               | 18 de desembre de 1998 | Woomera              | F. B. Zoltowski                  |
| 164768 - | 1998 YE22              | 26 de desembre de 1998 | Kitt Peak            | Spacewatch                       |
| 164769 - | 1999 AG38              | 9 de gener de 1999     | Xinglong             | BAO Schmidt CCD Asteroid Program |
| 164770 - | 1999 BN18              | 16 de gener de 1999    | Socorro              | LINEAR                           |
| 164771 - | 1999 CB5               | 12 de febrer de 1999   | Oohira               | T. Urata                         |
| 164772 - | 1999 CV33              | 10 de febrer de 1999   | Socorro              | LINEAR                           |
| 164773 - | 1999 CW48              | 10 de febrer de 1999   | Socorro              | LINEAR                           |
| 164774 - | 1999 CA95              | 10 de febrer de 1999   | Socorro              | LINEAR                           |
| 164775 - | 1999 CJ124             | 11 de febrer de 1999   | Socorro              | LINEAR                           |
| 164776 - | 1999 CJ133             | 7 de febrer de 1999    | Kitt Peak            | Spacewatch                       |
| 164777 - | 1999 CD142             | 10 de febrer de 1999   | Kitt Peak            | Spacewatch                       |
| 164778 - | 1999 CD149             | 13 de febrer de 1999   | Kitt Peak            | Spacewatch                       |
| 164779 - | 1999 CN157             | 8 de febrer de 1999    | Kitt Peak            | Spacewatch                       |
| 164780 - | 1999 CH159             | 8 de febrer de 1999    | Kitt Peak            | Spacewatch                       |
| 164781 - | 1999 DA4               | 20 de febrer de 1999   | Goodricke-Pigott     | R. A. Tucker                     |
| 164782 - | 1999 DK4               | 16 de febrer de 1999   | Ondřejov             | Ondřejov Observatory             |
| 164783 - | 1999 EZ1               | 9 de març de 1999      | Kitt Peak            | Spacewatch                       |
| 164784 - | 1999 EJ11              | 15 de març de 1999     | Kitt Peak            | Spacewatch                       |
| 164785 - | 1999 ES14              | 14 de març de 1999     | Kitt Peak            | Spacewatch                       |
| 164786 - | 1999 FZ1               | 16 de març de 1999     | Kitt Peak            | Spacewatch                       |
| 164787 - | 1999 FE11              | 17 de març de 1999     | Kitt Peak            | Spacewatch                       |
| 164788 - | 1999 FN12              | 18 de març de 1999     | Kitt Peak            | Spacewatch                       |
| 164789 - | 1999 FV18              | 22 de març de 1999     | Anderson Mesa        | LONEOS                           |
| 164790 - | 1999 FY35              | 20 de març de 1999     | Socorro              | LINEAR                           |
| 164791 - | 1999 FJ70              | 20 de març de 1999     | Apache Point         | SDSS                             |
| 164792 - | 1999 FD78              | 20 de març de 1999     | Apache Point         | SDSS                             |
| 164793 - | 1999 GO7               | 7 d'abril de 1999      | Anderson Mesa        | LONEOS                           |
| 164794 - | 1999 GO10              | 11 d'abril de 1999     | Kitt Peak            | Spacewatch                       |
| 164795 - | 1999 GW10              | 11 d'abril de 1999     | Kitt Peak            | Spacewatch                       |
| 164796 - | 1999 GX13              | 14 d'abril de 1999     | Kitt Peak            | Spacewatch                       |
| 164797 - | 1999 GJ24              | 6 d'abril de 1999      | Socorro              | LINEAR                           |
| 164798 - | 1999 JC1               | 7 de maig de 1999      | Catalina             | CSS                              |
| 164799 - | 1999 JV26              | 10 de maig de 1999     | Socorro              | LINEAR                           |
| 164800 - | 1999 JE32              | 10 de maig de 1999     | Socorro              | LINEAR                           |